# Estigmene linea
Estigmene linea är en fjärilsart som beskrevs av Walker 1855. Estigmene linea ingår i släktet Estigmene och familjen björnspinnare. Inga underarter finns listade i Catalogue of Life.